# Circleville Automobile Company
Circleville Automobile Company war ein US-amerikanischer Hersteller von Automobilen.

## Unternehmensgeschichte
Das Unternehmen aus Circleville in Ohio handelte ursprünglich mit Automobilen. 1914 begann die Produktion von Automobilen. Der Markenname lautete Circleville. Im gleichen Jahr endete die Produktion. Insgesamt entstanden nur wenige Fahrzeuge.

## Fahrzeuge
Das einzige Modell wird als Cyclecar beschrieben, obwohl unklar ist, ob es die Kriterien erfüllt. Walker Lee Crouch entwarf den Motor. Die offene Karosserie bot Platz für zwei Personen. Ungewöhnlich für ein Fahrzeug dieser Klasse waren der Anlasser und die elektrische Beleuchtung. Der Neupreis betrug 425 US-Dollar.